# ディルク6世 (ホラント伯)
ディルク6世（Dirk VI, 1110年ごろ - 1157年8月6日）は、ホラント伯（在位：1121年 - 1157年）。

## 生涯
ディルク6世はホラント伯フロリス2世とペトロニーユ・ド・ロレーヌの息子である。母ペトロニーユはロレーヌ公ティエリー2世とヘートヴィヒ・フォン・フォルムバッハの娘で、神聖ローマ皇帝ロタール3世の異父妹にあたる。
父の死後に伯位を継承したが、幼年であったため1133年まで母ペトロニーユが摂政をつとめた。ホラント伯領はフランスに頼っており、1220/23年に皇帝ハインリヒ5世の怒りを買った。しかし、母の異父兄ロタール3世がハインリヒ5世の次の皇帝に選出されたとき、ディルクの立場は再び強くなった。ディルク6世は1127年に起こったフランドル継承戦争においてロレーヌ公ティエリー2世を支持し、フリースラント伯としてディルクと対立した自身の弟フロリス・デ・ズウォルテとも戦った。ディルクはホラント伯の権力を強め、ユトレヒト司教アンドリース・ファン・クアイクとの何年にもわたる戦いの後、司教領を完全にホラント伯の影響下に置いた。そうすることで、フォークト制が適用されたゲルデルンとの対比を強めた。ディルクは後にクアイクの主権を獲得し、フリースラント領を手にいれ、帝国への寄付を通じてコインを鋳造する権利を得た。ディルクは1157年にはユトレヒトで死去した。

## 子女
1137年以前に、ライネック伯オットー1世・フォン・ザルムの娘でベントハイム伯領の相続人であったゾフィー（1115年頃 - 1176年）と結婚した。ゾフィーは聖地巡礼の際に死去した。この結婚で以下の子女が生まれた。
- ディルク（1140年 - 1151年）
- フロリス3世（1138年頃 - 1190年） - ホラント伯
- ボードゥアン（1196年4月28日没） - ユトレヒト司教（1178年 - 1196年）
- オットー1世（1145年頃 - 1208年頃） - ベントハイム伯
- ディルク1世（1197年8月3日没） - ユトレヒト司教（1196年 - 1197年）
- ソフィア（1202年以降没） - レインスブルフ女子修道院長
- ハーデヴィヒ（1167年8月28日没） - レインスブルフ女子修道院の修道女
- ヒールトラウト（8月13日没）
- ペトロニラ（12月5日没）